# Stroud and District Football League
Stroud and District Football League là một giải đấu bóng đá Anh thành lập năm 1902. Giải đấu này thuộc về Gloucestershire County FA. Có tổng cộng 7 hạng đấu với hạng cao nhất là Division One, nằm ở cấp độ 14 của hệ thống các giải bóng đá Anh. Đây là giải đấu góp đội Gloucestershire Northern Senior League.
Đương kim vô địch Avonvale United vừa thăng hạng lên Gloucestershire Northern Senior League ở mùa giải 2014–15.

## Lịch sử
Stroud and District League được thành lập năm 1902 và phục vụ cho các đội bóng ở miền trung Gloucestershire từ Gloucester ở phía Bắc và Chipping Sodbury ở phía Nam. Đội vô địch đầu tiên của giải đấu là Brimscombe.
Các đội bóng đã rời S&DFL và đang thi đấu ở các cấp độ cao hơn bao gồm:
- Brimscombe (bây giờ là Brimscombe & Thrupp)
- Forest Green Rovers
- Hardwicke
- Shortwood United
- Slimbridge
- Stonehouse Town
- Tuffley Rovers

## Các đội bóng thành viên mùa giải 2014–15

### Division One
Barnwood United | Cashes Green | Didmarton | Frampton United Dự bị | King's Stanley Dự bị | Longlevens Dự bị | Old Richians | Quedgeley Wanderers Dự bị | Randwick | Stonehouse Town Dự bị | Tetbury Town | Upton St. Leonards | Whitminster

### Division Two
Abbeymead Rovers Dự bị | AC Royals | AFC Phoenix | Charfield | Dursley Town Dự bị | Horsley United | Kingswood Dự bị | Sharpness Dự bị | Slimbridge Dự bị | Stroud Harriers | Stroud United | Taverners Dự bị | Tibberton United | Tredworth Tigers

### Division Three
Arlingham | Bush | Cam Bulldog Dự bị | Coaley Rovers | Eastcombe | Hardwicke Dự bị | Longlevens 'A' | Nympsfield | Ramblers Dự bị | St. Nicholas Old Boys | Tetbury Town Dự bị | Thornbury Town Dự bị | Uley | Whitminster Dự bị

### Division Four
Alkerton Rangers | Avonvale United Dự bị | Berkeley Town Dự bị | Chalford Dự bị | Cotswold Rangers | Frocester | Leonard Stanley Dự bị | Longford Dự bị | McCadam | Minchinhampton | Old Richians Dự bị | Tuffley Rovers 'A' | Upton St. Leonards Dự bị | Wotton Rovers Dự bị

### Division Five
Barnwood United Dự bị | Brockworth Albion 'A' | Cashes Green Dự bị | Coaley Rovers Dự bị | Dursley Town 'A' | Frampton United 'A' | Hardwicke 'A' | Quedgeley Wanderers 'A' | Randwick Dự bị | Rodborough Old Boys | Stonehouse Town 'A' | Trident

### Division Six
Alkerton Rangers Dự bị | Cam Bulldogs 'A' | Charfield Dự bị | Horsley United Dự bị | Longlevens 'B' | Sharpness 'A' | Slimbridge 'A' | Stroud United Dự bị | The Village | Tredworth Tigers Dự bị | Tuffley Rovers 'B' | Uley Dự bị

### Division Seven
Abbeymead Rovers 'A' | Chalford 'A' | Cotswold Rangers Dự bị | Eastcombe Dự bị | Frocester Dự bị | Minchinhampton Dự bị | North Nibley | Painswick | Randwick 'A' | Rodborough Old Boys Dự bị | Saintbridge | Stonehouse Town 'B' | Uley 'A' | Woodchester 

## Các nhà vô địch gần đây theo từng hạng đấu
| Mùa giải | Đội vô địch Division One | Đội vô địch Division Two | Đội vô địch Division Three | Đội vô địch Division Four |
| -------- | ------------------------ | ------------------------ | -------------------------- | ------------------------- |
| 2008–09  | Leonard Stanley          | Randwick                 | Stonehouse Town Dự bị      | B.A. Rangers              |
| 2009–10  | Frampton United          | Stonehouse Town Dự bị    | Slimbridge Dự bị           | Abbeymead Rovers Dự bị    |
| 2010–11  | Abbeymead Rovers         | Gloucester Civil Service | Upton St Leonards          | Didmarton                 |
| 2011–12  | Tuffley Rovers Dự bị     | Upton St. Leonard's      | Avonvale United            | Wickwar Wanderers         |
| 2012-13  | Quedgeley Wanderers      | Avonvale United          | AFC Phoenix                | Stroud Harriers           |
| 2013-14  | Avonvale United          | Frampton United Dự bị    | Sharpness Dự bị            | Longlevens 'A'            |

| Mùa giải | Đội vô địch Division Five | Đội vô địch Division Six  | Đội vô địch Division Seven | Đội vô địch Division Eight |
| -------- | ------------------------- | ------------------------- | -------------------------- | -------------------------- |
| 2008–09  | Matchplay Reeves          | Ramblers 'A'              | Tredworth Tigers           | Bush                       |
| 2009–10  | Didmarton                 | Stroud Imperial           | Hardwicke Dự bị            | McCadam                    |
| 2010–11  | Stroud Imperial           | Bush                      | McCadam                    | Kingsholm                  |
| 2011–12  | Stroud Harriers           | Upton St. Leonard's Dự bị | Cotswold Rangers           | Trident                    |
| 2012-13  | Avonvale United Dự bị     | St. Nicholas Old Boys     | Trident                    | Tuffley Rovers 'B'         |
| 2013-14  | St. Nicholas Old Boys     | Alkerton Rangers          | Hawkesbury Stallions       | Alkerton Rangers Dự bị     |

Nguồn: